# Obersaurenbach
Obersaurenbach ist ein Ortsteil der Gemeinde Ruppichteroth im Rhein-Sieg-Kreis in Nordrhein-Westfalen.

## Lage
Der Weiler liegt auf den Hängen des Bergischen Landes. Nachbarorte sind Ruppichteroth im Süden, Junkersaurenbach im Westen und Hodgeroth im Norden.

## Geschichte
1809 hatte der Ort 38 katholische Einwohner.
In Obersaurenbach gab es 1910 die Haushalte Ackerin Witwe Anton Happ, Fabrikarbeiter Franz Josef Happ und Schornsteinfeger Johann Happ, Maurer Wilhelm Heidenpeter, Maurer Wilhelm Holschbach, Ackerer Bartel Krämer, Ackerin Witwe Peter Arnold Müller, Ackerer Wilhelm Müller und Johann Schwammborn.